# オンタリオ郡 (ニューヨーク州)
オンタリオ郡（英: Ontario County）は、アメリカ合衆国ニューヨーク州の西部に位置する郡である。人口は11万2458人（2020年）。郡庁所在地はカナンデイグアであり、同郡で人口最大の都市はジェニーバである。
オンタリオ郡はロチェスター都市圏に属している。
2006年、雑誌「プログレッシブ・ファーマー」が「偉大な学校、低い犯罪率、優れた医療」とロチェスター市に近接していることを評価し、アメリカで「最も住みよい所」にオンタリオ郡を挙げた。

## 歴史
1683年にニューヨーク植民地で郡が作られたとき、現在のオンタリオ郡地域はオールバニ郡に属していた。これは巨大な郡であり、ニューヨーク州北部とバーモント州の全てを含んでおり、さらに理論的には西の太平洋岸まで広がっていた。1766年7月3日に、カンバーランド郡を分離し、1770年3月16日にグロスター郡を分離したが、どちらも現在はバーモント州に含まれている。
1772年3月12日、オールバニ郡の残りが3つに分割され、1つはオールバニ郡の名前で残った。1つは西部に作られたトライアン郡だった。トライアン郡の東部境界は現在のスケネクタディ市の西約5マイル (8 km) にあり、アディロンダック山地の西側と、デラウェア川西支流より西の領域を含んでいた。トライオン郡に指定された地域には現在のニューヨーク州37郡が入っている。ニューヨーク植民地総督のウィリアム・トライアンに因んで名付けられた。
1776年に先立つ年に、トライアン郡のロイヤリストは大半がカナダに逃亡した。1784年、アメリカ独立戦争を終わらせた条約締結に続いて、トライアン郡はモンゴメリー郡に改名された。これは独立戦争時の将軍リチャード・モントゴメリーに因む命名だった。モントゴメリーはカナダで数か所を占領した後、ケベック市攻略中に戦死した。憎まれたイギリスの総督に代わる命名だった。1787年から1795年、バンカーヒルの戦いで大佐だったセス・リードが家族と共にパイオニアとして移ってきた。
1789年、モンゴメリー郡からオンタリオ郡が分離した。このときのオンタリオ郡は現在の領域よりもかなり広かった。現在のアリゲイニー郡、カタラウガス郡、シャトークア郡、エリー郡、ジェネシー郡、モンロー郡、ナイアガラ郡、オーリンズ郡、スチューベン郡、ワイオミング郡、イェーツ郡の全体と、スカイラー郡、ウェイン郡の一部が含まれていた。
1796年、オンタリオ郡の一部からスチューベン郡が分離設立された。
1802年、オンタリオ郡からジェネシー郡が分離設立された。このジェネシー郡も現在よりはかなり広かった。アリゲイニー郡、カタラウガス郡、シャトークア郡、エリー郡、ナイアガラ郡、オーリンズ郡、ワイオミング郡の全体と、リビングストン郡、モンロー郡の一部が含まれていた。
1821年、リビングストン郡とモンロー郡がジェネシー郡とオンタリオ郡の一部を合わせて設立された。
1823年、セネカ郡の一部とオンタリオ郡の一部を合わせ、ウェイン郡が設立された。同年、スチューベン郡の一部とオンタリオ郡の一部を合わせ、イェーツ郡が設立された。

### 末日聖徒運動

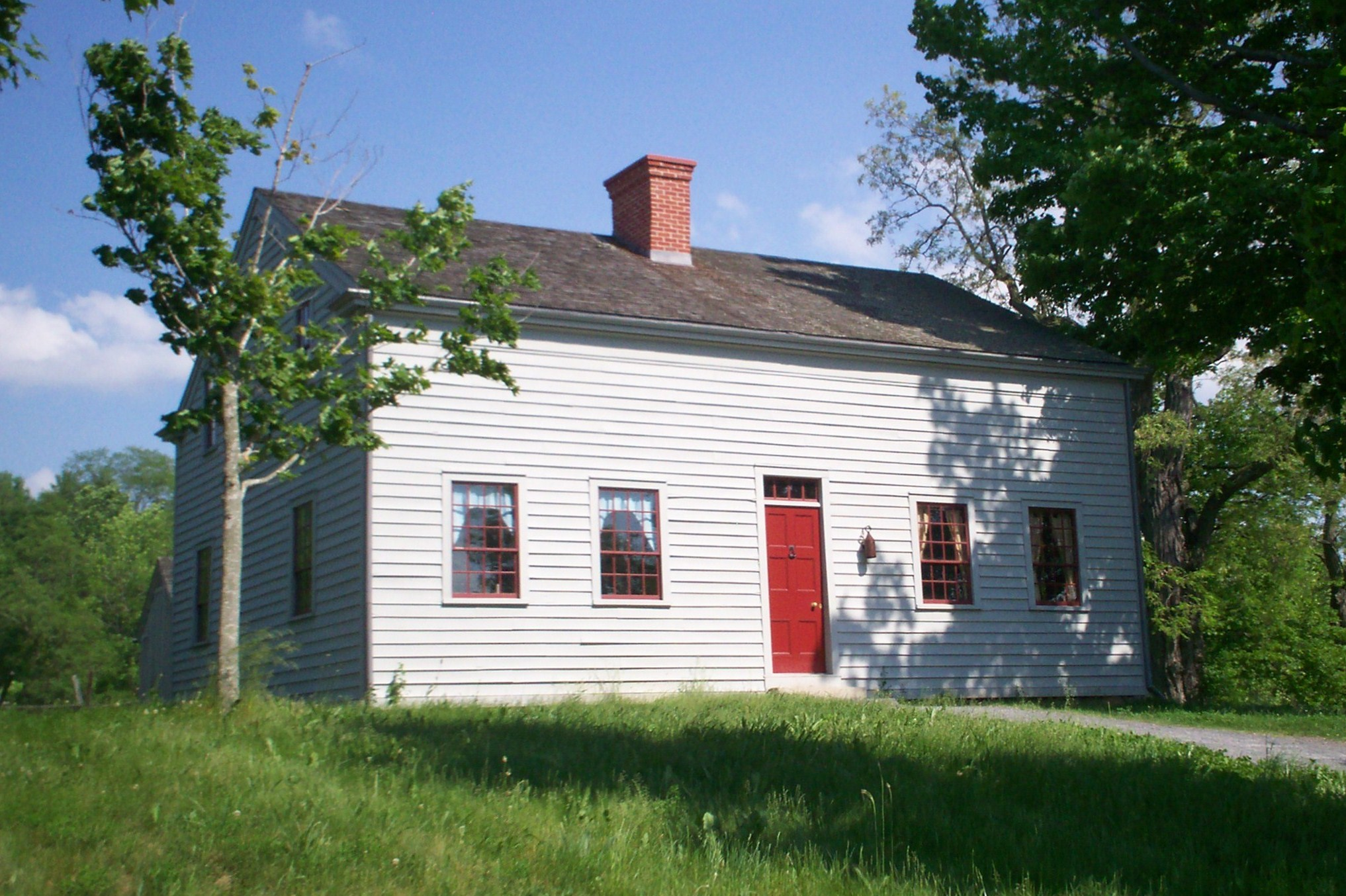
マンチェスターにあるジョセフ・スミス・シニアの家、「フレームホーム」と呼ばれる

末日聖徒運動の設立者ジョセフ・スミス・ジュニアは、1820年代にマンチェスターとパルミラの町境に住んでいた。この運動の初期に幾つかの出来事が郡内で起こった。マンチェスターのヒル・カモラは、後にモルモン書と呼ばれることになる書き物を含む金の板を発見した場所と言われている。スミスは1823年から1827年の毎年秋分の日にこの岡を訪れ、天使モロニの教えを受けたとしていた。スミスは1827年9月22日に記録を取ることを許されたと語った。モルモン書は1830年にパルミラで出版された。当時名前の無かったこの岡は高さが110フィート (34 m) あり、パルミラからマンチェスターを通り、カナンダイガに向かう道路（現在のニューヨーク州道21号線）沿いにあった。スミスの家からは数マイルの位置だった。1930年代からこの岡で、末日聖徒イエス・キリスト教会によるヒル・カモラ・ページェントが毎年開催され、多くの観光客を呼んでいる。教会はこの岡で観光案内所を運営し、オンタリオ郡とウェイン郡境に跨るスミスの土地と家やパルミラ・ニューヨーク・テンプルを維持している。

## 地理
オンタリオ郡はニューヨーク州西部にあり、バッファロー市の東、ロチェスター市の南東、イサカ市の北西に位置している。フィンガーレイクス地域に入っている。アメリカ合衆国国勢調査局に拠れば、郡域全面積は662平方マイル (1,716 km2)であり、このうち陸地644平方マイル (1,669 km2)、水域は18平方マイル (47 km2)で水域率は2.72%である。
| - 州間高速道路90号線（ニューヨーク州スルーウェイ） - アメリカ国道20号線 - アメリカ国道20A号線 - ニューヨーク州道5号線 - ニューヨーク州道14号線 - ニューヨーク州道14A号線 - ニューヨーク州道21号線 - ニューヨーク州道64号線 - ニューヨーク州道96号線 | - ウェイン郡 - 北 - セネカ郡 - 東 - イェーツ郡 - 南 - スチューベン郡 - 南西 - リビングストン郡 - 西 - モンロー郡 - 北西 |

## 郡政府と政治
オンタリオ郡は監督官理事会が統治しており、郡監督官とともに「理事会・監督官」形態を採っている。監督官は郡内16の町から各1人、カナンダイガ市から2人、ジェニーバ市から3人、合計21人の監督官で構成される。2004年時点で郡政府には800人以上の常勤職員がおり、これを季節労働者あるいはパート職員360人が補い、予算は1億3,600万米ドルである。
アップステート・ニューヨークの田園部にある郡と同様に共和党寄りの郡である。1996年アメリカ合衆国大統領選挙で民主党候補を支持したが、これは1964年以来のことになった。2008年では、共和党のジョン・マケインが1%に満たない僅差でバラク・オバマを制した。
ニューヨーク州議会下院では第131選挙区に、上院では第54および第55選挙区に入っている。アメリカ合衆国下院議員ではニューヨーク州第23および第27選挙区に入っており、2013年時点では共に共和党員を選出している。
司法では次の区に入っている。
- ニューヨーク州最高裁判所第7司法地区
- ニューヨーク州最高裁判所控訴部門第4地区

## 人口動態
以下は2000年国勢調査による人口統計データである。
| 基礎データ - 人口: 100,224 人 - 世帯数: 38,370 世帯 - 家族数: 26,360 家族 - 人口密度: 60人/km2（156人/mi2） - 住居数: 42,647 軒 - 住居密度: 26軒/km2（66軒/mi2） 人種別人口構成 - 白人: 95.04% - アフリカン・アメリカン: 2.06% - ネイティブ・アメリカン: 0.22% - アジア人: 0.69% - 太平洋諸島系: 0.02% - その他の人種: 0.70% - 混血: 1.26% - ヒスパニック・ラテン系: 2.14% 先祖による構成 - ドイツ系：17.9% - アイルランド系：14.9% - イギリス系：14.8% - イタリア系：13.8% - アメリカ人：7.3% - オランダ系：5.1% 言語による構成 - 英語：95.6% - スペイン語：2.3% | 年齢別人口構成 - 18歳未満: 25.4% - 18-24歳: 8.3% - 25-44歳: 28.4% - 45-64歳: 24.8% - 65歳以上: 13.2% - 年齢の中央値: 38歳 - 性比（女性100人あたり男性の人口） - 総人口: 95.6 - 18歳以上: 92.7 世帯と家族（対世帯数） - 18歳未満の子供がいる: 32.8% - 結婚・同居している夫婦: 55.0% - 未婚・離婚・死別女性が世帯主: 9.9% - 非家族世帯: 31.3% - 単身世帯: 24.7% - 65歳以上の老人1人暮らし: 10.1% - 平均構成人数 - 世帯: 2.53人 - 家族: 3.03人 収入と家計 - 収入の中央値 - 世帯: 44,579米ドル - 家族: 52,698米ドル - 性別 - 男性: 36,732米ドル - 女性: 26,139米ドル - 人口1人あたり収入: 21,533米ドル - 貧困線以下 - 対人口: 7.3% - 対家族数: 4.9% - 18歳未満: 9.1% - 65歳以上: 6.4% |

## 都市と町
| 市 - カナンデイグア - 郡庁所在地 - ジェニーバ | 町 - ブリストル - カナダイス - カナンダイガ町 - イーストブルームフィールド - ファーミントン - ジェニーバ町 - ゴーラム - ホープウェル | - マンチェスター町 - ネイプルズ町 - フェルプス町 - リッチモンド - セネカ - サウスブリストル - ビクター町 - ウェストブルームフィールド | 村 - ブルームフィールド - クリフトンスプリングス - マンチェスター村 - ネイプルズ村 - フェルプス村 - ラッシュビル - ショーツビル - ビクター村 |